# Jevhen Selezn'ov
Jevhen Oleksandrovyč Selezn'ov (in ucraino Євген Олександрович Селезньов?; Makiïvka, 20 luglio 1985) è un ex calciatore ucraino, di ruolo attaccante.
Con 111 gol in 230 incontri di campionato, è il calciatore attivo con più reti realizzate nel campionato ucraino, alla media di 0,48 a partita.

## Carriera

### Club
Selezn'ov comincia a giocare nelle giovanili dello Šachtar dove approda nel 2000. Rimane nei Kroty fino al gennaio del 2007, quando passa in prestito all'Arsenal Kiev. Nel 2006-2007 segna 2 gol in 12 gare. Nella stagione 2007-2008 rimane ancora a Kiev dove segna 17 reti in 24 partite laureandosi secondo miglior cannoniere del campionato ucraino dietro a Marko Dević.
Nel giugno del 2008 torna allo Šachtar dove gioca 26 partite e segna 7 gol nel campionato ucraino. Segna anche all'esordio in Champions League siglando il gol del definitivo 5-0 contro il Basilea. Segna anche all'esordio in Coppa Uefa segnando il gol del momentaneo 1-0 con il Tottenham (risultato finale 2-0 per lo Šachtar).
Rimane in panchina tutta la gara, nella finale dello stesso torneo poi vinta per 2-1 dagli ucraini con il Werder Brema.
Nell'estate del 2009 è vicino al trasferimento al Blackburn, ma il 25 luglio passa al Dnipro Dnipropetrovs'k per 5 milioni di euro.

### Nazionale
Esordisce con la nazionale ucraina il 24 maggio 2008 contro la nazionale olandese. Fa il suo primo gol contro la Norvegia realizzando un rigore da lui stesso procurato.
Viene convocato per gli Europei 2016 in Francia.

## Palmarès

### Club

#### Competizioni nazionali
- Campionato ucraino: 1

Shakhtar: 2011-2012
- Coppa d'Ucraina: 1

Šachtar: 2011-2012
- Supercoppa d'Ucraina: 2

Shakhtar: 2008, 2012
- Coppa di Turchia: 1

Akhisar Belediyespor: 2017-2018
- Supercoppa di Turchia: 1

Akhisar Belediyespor: 2018

#### Competizioni internazionali
- Coppa UEFA: 1

Shakhtar: 2008-2009

### Individuale
- Capocannoniere della Coppa dei Campioni della CSI: 1

2006 (5 reti)
- Capocannoniere della Prem'er-Liha: 2

2010-2011 (17 gol), 2011-2012 (14 gol)